# Emilio Salgari
Emilio Salgari (n. 21 august 1862, Verona, Regatul Lombardia-Veneția – d. 25 aprilie 1911, Torino, Italia) a fost un scriitor italian. Este probabil cel mai cunoscut pentru romanele sale Le Tigri di Mompracem sau Minunile anului 2000 (Le meraviglie del duemila). A scris 100 de romane, toate de aventuri. Dintre acestea, patru romane au elemente științifico-fantastice: Două mii de leghe pe sub America (1888), Fiii văzduhului (1903), Regele văzduhului (1907), Minunile anului 2000 (1907).

## Romanele cu Sandokan
Emilio Salgari a scris mai multe romane care relatează aventurile lui Sandokan și Yanez, două dintre personajele sale legendare. Pirații apar în romanul Le tigri di Mompracem, care descrie lupta lor neobosită împotriva olandezilor și  britanicilor, care încearcă să-i elimine. În romanele ulterioare ei luptă împotriva lui James Brooke, rajahul Sarawakului și călătoresc și în India pentru a se confrunta cu Thug, o bandă notorie de asasini devotați zeiței Kali.
Cele 11 cărți din serie sunt următoarele:
- Le Tigri di Mompracem (Tigrii din Mompracem) (publicat în foileton în perioada 1883-1884 sub titlul La tigre della Malesia și în volum în 1900)
- I Misteri della Jungla Nera (Misterul junglei negre) (publicat în foileton în 1887 sub titlul Gli strangolatori del Gange și în volum în 1895)
- I Pirati della Malesia (Pirații din Malaezia) (1896)
- Le due Tigri (Cei doi tigri) (1904)
- Il Re del Mare (Regele mării) (1906)
- Alla conquista di un impero (Cucerirea unui imperiu) (1907)
- Sandokan alla riscossa (Sandokan luptă din nou) (1907)
- La riconquista del Mompracem (Recucerirea Mompracemului) (1908)
- Il Bramino dell'Assam (Brahmanul din Assam) (1911)
- La caduta di un impero (Prăbușirea unui imperiu) (1911)
- La rivincita di Yanez (Răzbunarea lui Yanez) (1913)

Ultimele două romane au fost publicate postum.
Au mai existat și alte cărți cu Sandokan publicate de scriitorii italieni Luigi Motta, Emilio Fancelli și Omar Salgari (fiul lui Emilio).

## Alte categorii
- 1908 Cartagina în flăcări (Cartagine in fiamme)

## Legături externe
- Emilio Salgari la isfdb.org